# 運転資本
運転資本 (うんてんしほん) 、またはワーキング・キャピタル (英: Working Capital, WC) は、事業、企業などの組織、政府機関を含む各事業体において利用可能な営業流動性を示す財務指標。固定資産 (工場や設備等) とともに、運転資本は営業資本の一部として捉えられる。総運転資本 (GWC) は流動資産に等しい。正味運転資本 (NWC) は、流動資産から流動負債を差し引いて計算される 。流動資産が流動負債より少ない場合、その事業体の運転資本は不足している状態で、「運転資本赤字」や「ネガティブ・ワーキング・キャピタル」と呼ばれる 。
企業は資産と収益性を確保していても、その資産をすぐキャッシュに変換できない場合、流動性不足に陥る場合がある。運転資本の負債を上回る確保 (ポジティブ・ワーキング・キャピタルの状態) は、企業の営業活動の継続と、短期借入の返済と将来の営業経費のために十分な資金を確保する上で必要とされる。運転資本の管理には、棚卸資産 (在庫)、売上債権、仕入債務、資金の管理が含まれる。

## 指標の位置付け
前述の通り、運転資本には「総運転資本」と「正味運転資本」の 2 つの指標がある。
総運転資本 (英: Gross Working Capital, GWC)
流動資産の総額 (グロス)。事業体が事業活動に投下した資本の総額であり、負債分も含む。固定資産 (工場や設備等) に対して資本の総額を捉える上での指標。
正味運転資本 (英: Net Working Capital, NWC)
流動資産の総額から流動負債を差し引いた正味額 (ネット)。事業体が負債の返済を勘案せず運用可能な資本であり、経営管理上重視される。キャッシュフロー計算書の「資金」の項目に相当する。資金計画上、将来の予算期間内の運転資本の推移を予測し、資金計画表や資金運用表といった管理表で報告・意思決定が行われる。